# Buenos Aires sexdagars
| Estadio Luna Park före 1934 (då taket kom på plats). |  | Estadio Luna Park byggdes om på 1950-talet. Så här såg arenan ut 2016. |
| Estadio Luna Park före 1934 (då taket kom på plats). |  | Estadio Luna Park byggdes om på 1950-talet. Så här såg arenan ut 2016. |

Buenos Aires sexdagars var ett argentinskt sexdagarslopp i bancykling som avhöll på Estadio Luna Park i Buenos Aires från 1936 till 2000 med många, och ibland långa, uppehåll. Sammanlagt kördes 26 upplagor, vilket kan jämföras med övriga sydamerikanska sexdagarslopp, som tillsammans kom upp i sju: Rio de Janeiro 1956, São Paulo 1957 och 1959, Uberlândia 1959, Montevideo 1959, Mar del Plata 1995, samt Medellin 1997. I övriga Latinamerika kördes därtill fyra lopp i mexikanska Aguascalientes 2001–2007.
I resultatlistorna nedan kan skönjas lite världshistoria. Dels att spanska cykeltävlingar i stort gjorde ett uppehåll under spanska inbördeskriget 1936–1939 och att den tyska nazistregimen förbjudit sexdagarslopp 1934. När andra världskriget bröt ut 1939 blev en del europeiska cyklister strandsatta på andra sidan Atlanten och kunde inte återvända förrän efter krigsslutet 1945, så till exempel Fernand Wambst och Antonio Bertola som åkte tillbaka med fraktskeppet Alabama och återkom (tillsammans med 6 500 ton majs) först den 15 april 1946 till Saint-Nazaire Raffaele Di Paco var en annan av dessa som fick "hanka sig fram" på de pengar de fick in på sydamerikanska lopp tills kriget var över.

## Podieplaceringar
| År         | Vinnare                                                                              | Tvåa                               | Trea                                      |
| 1936 dec.  | Antonio Prior Rafael Ramos                                                           | Bobby Echeverria Jackie Sheehan    | Willy Korsmeier Karl Kretschmer           |
| 1937 okt.  | Gottfried Hürtgen Karl Göbel                                                         | Vicente Demetrio Antonio Prior     | Willy Korsmeier Luciano Montero           |
| 1937 nov.  | Gottfried Hürtgen Karl Göbel                                                         | Gino Banbagiotti Ferdinand Grillo  | Jean Van Buggenhout Michel Van Vlockhoven |
| 1938       | ej avhållet                                                                          | ej avhållet                        | ej avhållet                               |
| 1939 jan.  | Remigio Saavedra Camiel Dekuysscher                                                  | Ferdinand Grillo Raffaele Di Paco  | Karl Göbel Gottfried Hürtgen              |
| 1940 maj   | Gottfried Hürtgen Raffaele Di Paco                                                   | Erland Christensen Mario Mathieu   | Roger Deneef Constant Huys                |
| 1941       | ej avhållet                                                                          | ej avhållet                        | ej avhållet                               |
| 1942 jul.  | Fernand Wambst Antonio Bertola                                                       | Mario Mathieu Remigio Saavedra     | Constant Huys Frans Slaats                |
| 1943 jun.  | Remigio Saavedra Mario Mathieu                                                       | Antonio Bertola Raffaele Di Paco   | Constant Huys Frans Slaats                |
| 1944 jul.  | Frans Slaats Raffaele Di Paco                                                        | Mario Mathieu Remigio Saavedra     | Antonio Bertola Constant Huys             |
| 1945 jul.  | Remigio Saavedra Mario Mathieu                                                       | Antonio Bertola Raffaele Di Paco   | Constant Huys Bruno Loatti                |
| 1946 jul.  | Émile Ignat Gilbert Doré                                                             | Angel Castellani Mario Mathieu     | Raoul Breuskin Emile Bruneau              |
| 1947 aug.  | Alvaro Giorgetti Antonio Bertola                                                     | Gilbert Doré Émile Ignat           | Emile Bruneau Remigio Saavedra            |
| 1948 okt.  | Ángel Castellani Antonio Bertola                                                     | Alvaro Giorgetti Robert Vercellone | Alejandro Fombellida Raoul Martin         |
| 1949 jul.  | Alvaro Giorgetti Robert Vercellone delad seger med Raoul Martin Alejandro Fombellida |                                    | Antonio Bertola Angel Castellani          |
| 1950- 1955 | ej avhållet                                                                          | ej avhållet                        | ej avhållet                               |
| 1956 jul.  | Héctor Acosta Bruno Sivilotti                                                        | Antonio Alexandre Rodolfo Caccavo  | Elvio Giacche Oscar Giacche               |

| År             | Vinnare                            | Tvåa                                 | Trea                               |
| 1957           | ej avhållet                        | ej avhållet                          | ej avhållet                        |
| 1958 apr./maj  | Fausto Coppi Jorge Batiz           | Alfredo Estmatges Gabriel Saura      | Antonio Alexandre Ramon Vazquez    |
| 1959 apr.      | Jorge Batiz Mino De Rossi          | Jacques Bellenger Bernard Bouvard    | Antonio Alexandre Dulio Biganzoli  |
| 1960 okt.      | Enzo Sacchi Ferdinando Terruzzi    | Jorge Batiz Ramon Vazquez            | Bernard Bouvard Jean Raynal        |
| 1961 okt.      | Miguel Poblet Jorge Batiz          | Leandro Faggin Guido Messina         | Manfred Donike Edy Gieseler        |
| 1962           | ej avhållet                        | ej avhållet                          | ej avhållet                        |
| 1963 okt.      | Ricardo Senn Jorge Batiz           | Guillermo Timoner Francisco Tortella | Willi Altig Leo Sterckx            |
| 1964 okt.      | Ricardo Senn Jorge Batiz           | Gustav Kilian Jr. Robert Lelangue    | Carlos Roqueiro Mino De Rossi      |
| 1965- 1982     | ej avhållet                        | ej avhållet                          | ej avhållet                        |
| 1983 maj       | Willy Debosscher Stefan Schröpfer  | Avelino Perea Modesto Urrutibeazcoa  | Marcelo Alexandre Eduardo Trillini |
| 1984 apr.      | Roman Hermann Eduardo Trillini     | Avelino Perea Modesto Urrutibeazcoa  | Willy Debosscher Rene Kos          |
| 1985- 1986     | ej avhållet                        | ej avhållet                          | ej avhållet                        |
| 1987 apr.      | Marcelo Alexandre Eduardo Trillini |                                      |                                    |
| 1988- 1992     | ej avhållet                        | ej avhållet                          | ej avhållet                        |
| 1993 nov.      | Marcelo Alexandre Danny Clark      | Gabriel Curuchet Juan Curuchet       | Hugo Patissoli Erminio Suarez      |
| 1994- 1998     | ej avhållet                        | ej avhållet                          | ej avhållet                        |
| 1999 mar./apr. | Juan Curuchet Gabriel Curuchet     | Adriano Baffi Andrea Collinelli      | Jimmi Madsen Bruno Risi            |
| 2000 maj       | Juan Curuchet Gabriel Curuchet     | Juan Llaneras Walter Pérez           | Gustavo Artacho Bruno Risi         |